# Redford (Texas)
Redford é uma Região censo-designada localizada no estado norte-americano de Texas, no Condado de Presidio.

## Demografia
Segundo o censo norte-americano de 2000, a sua população era de 132 habitantes.

## Geografia
De acordo com o United States Census Bureau tem uma área de
116,7 km², dos quais 116,7 km² cobertos por terra e 0,0 km² cobertos por água. Redford localiza-se a aproximadamente 758 m acima do nível do mar.

## Localidades na vizinhança
O diagrama seguinte representa as localidades num raio de 100 km ao redor de Redford.